# Caja Segovia Fútbol Sala
El Caja Segovia Fútbol Sala fou un club de futbol sala espanyol de la ciutat de Segòvia, Castella i Lleó. Jugava els seus partits al Pavelló Pedro Delgado.
El club va néixer l'any 1979 amb el nom Club Deportivo La Escuela. El 1985 esdevingué La Escuela Horno de San Millán. El club fou un dels membres de la primera edició de la Liga Nacional de Fútbol Sala creada el 1989, i a més, Caja Segovia es convertí en patrocinador del club, adoptant-ne el nom.
El juliol de 2013, després de 24 temporades a la màxima categoria del futbol sala espanyol, després de no poder pagar la inscripció per la temporada 2013-14, fou descendit a segona divisió i canvià el seu nom pel de CD La Escuela. L'agost de 2013 fou desfet definitivament pels seus deutes. Un nou club amb el nom Segovia Futsal fou creat.

## Palmarès
- Lliga espanyola de futbol sala masculina:[4]
  - 1998-99
- Copa espanyola de futbol sala masculina:
  - 1997-98, 1998-99, 1999-00
- Supercopa espanyola de futbol sala masculina:
  - 1998, 1999, 2000
- Campionat d'Europa de clubs de futbol sala:
  - 1999-00
- Copa Intercontinental de futbol sala:
  - 2000